# NC State Wolfpack
NC State Wolfpack – nazwa drużyn sportowych North Carolina State University w Raleigh, biorących udział w akademickich rozgrywkach w Atlantic Coast Conference, organizowanych przez National Collegiate Athletic Association. 

## Sekcje sportowe uczelni
| Mężczyźni - baseball - bieg przełajowy - futbol amerykański - golf - koszykówka (2): 1974, 1983 - lekkoatletyka - piłka nożna - pływanie - strzelectwo - tenis - zapasy | Kobiety - bieg przełajowy - gimnastyka artystyczna - golf - koszykówka - lekkoatletyka - piłka nożna - pływanie - siatkówka - softball - strzelectwo - tenis |

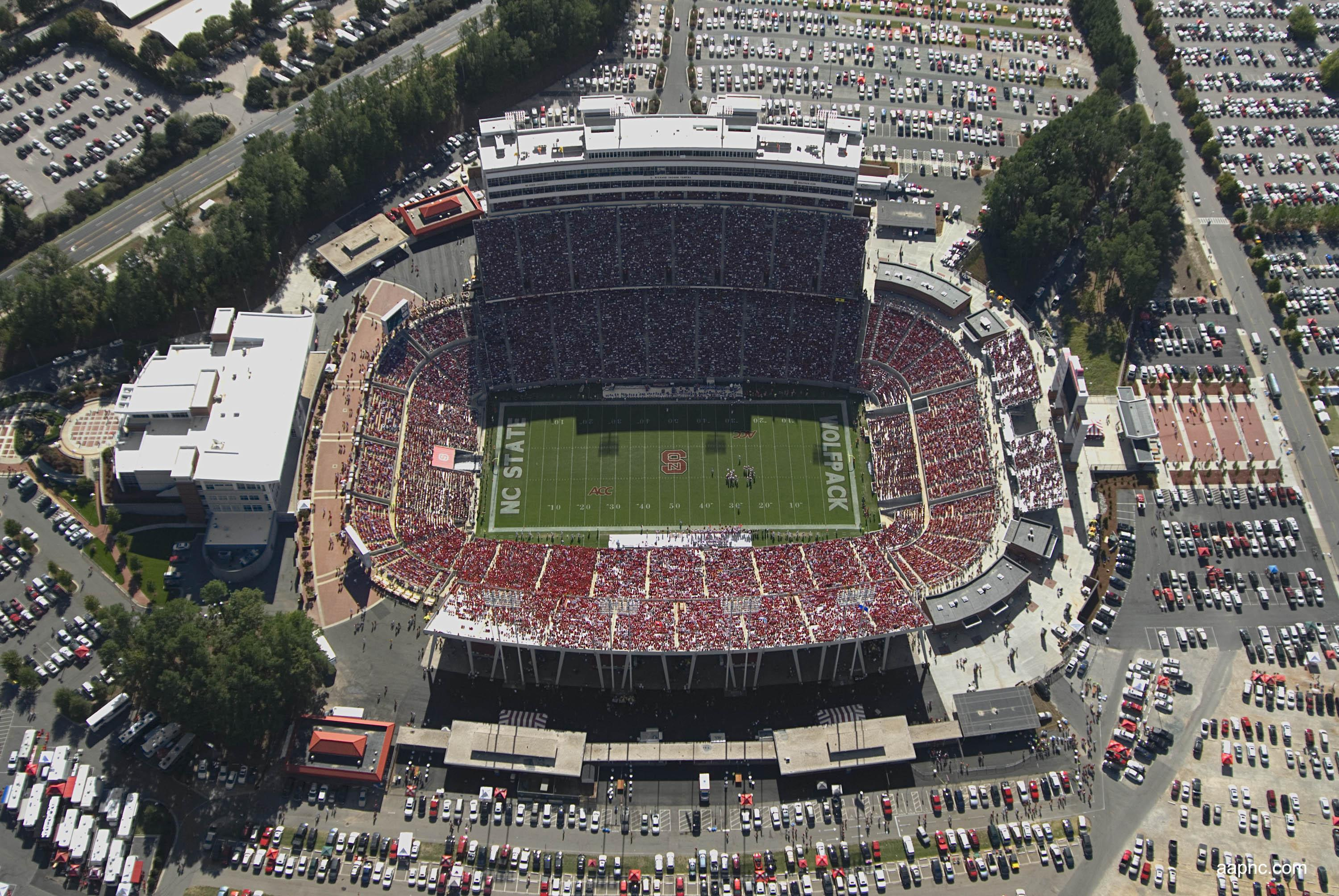
Carter–Finley Stadium.

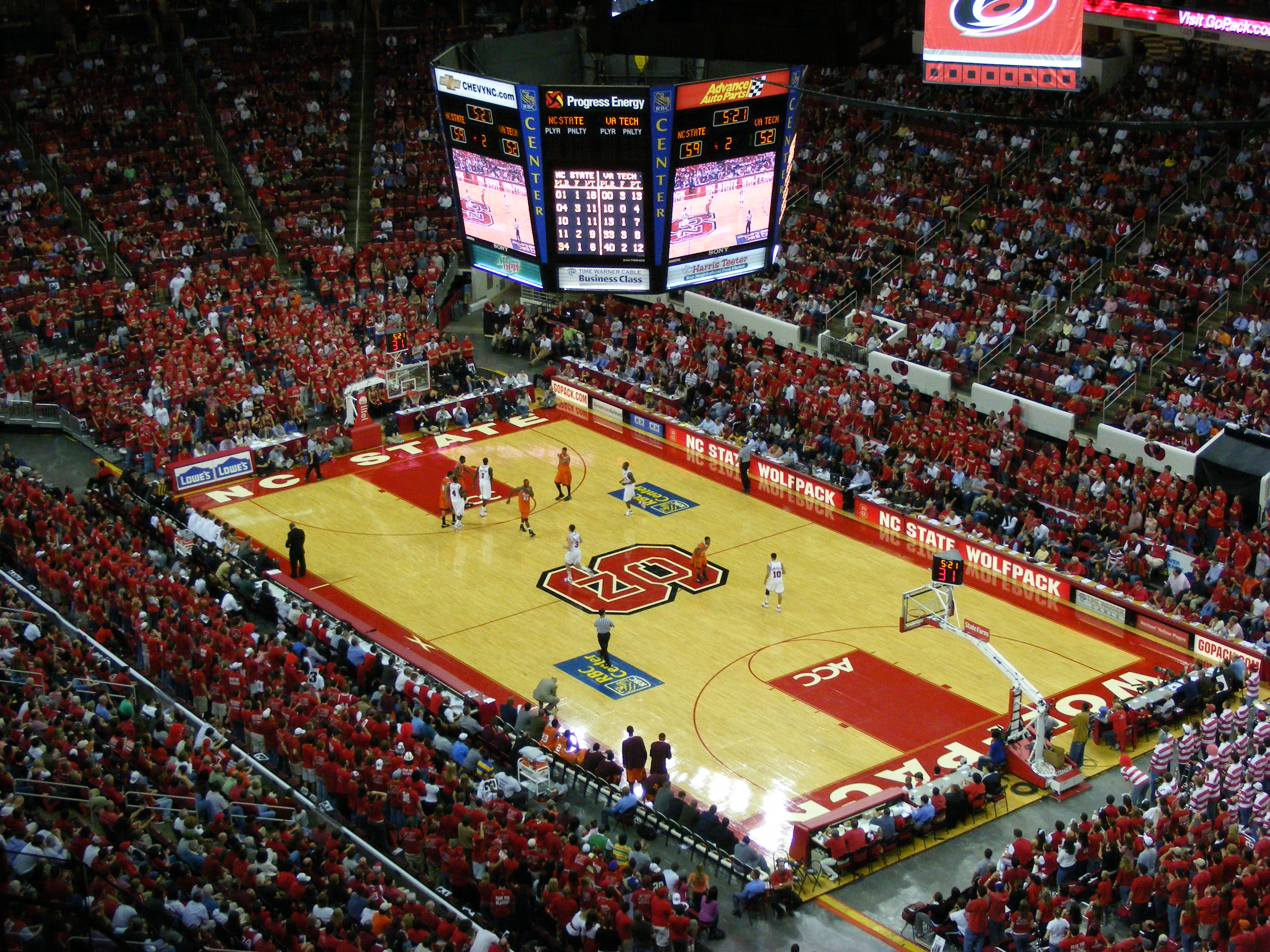
PNC Arena.

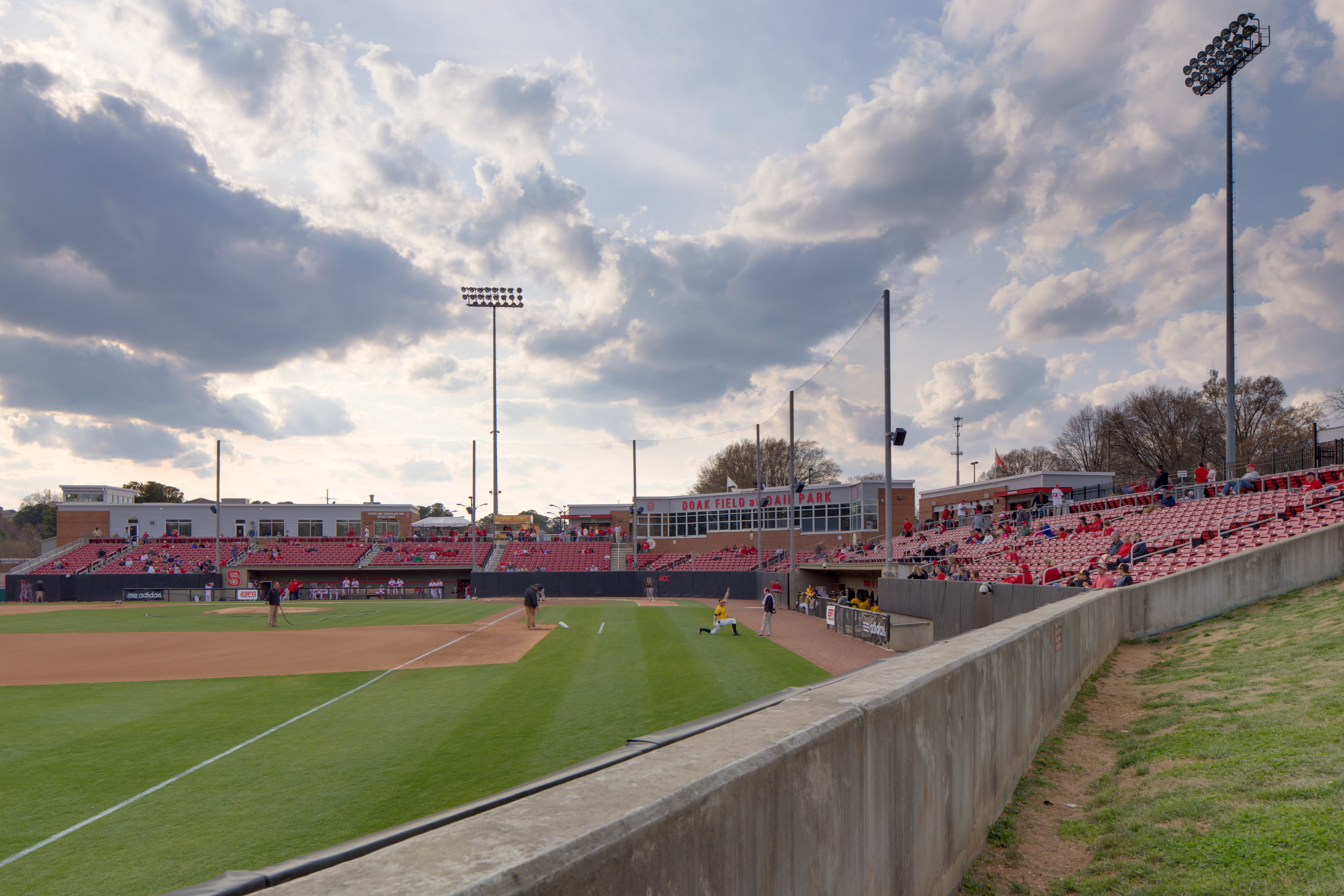
Doak Field.

W nawiasie podano liczbę tytułów mistrzowskich NCAA (stan na 1 lipca 2015)

## Obiekty sportowe
- Carter–Finley Stadium – stadion drużyny futbolowej o pojemności 57 583 miejsc[3]
- PNC Arena – hala sportowa o pojemności 19 700 miejsc, w której odbywają się mecze koszykówki mężczyzn[4]
- Reynolds Colliseum – hala sportowa o pojemności 5500 miejsc, w której odbywają się mecze koszykówki i siatkówki kobiet, zawody w zapasach i gimnastyki artystycznej[5]
- Doak Field – stadion baseballowy o pojemności 2200 miejsc[6]
- Dail Soccer Field/Track Complex – stadion wielofunkcyjny, na którym odbywają się również mecze piłki nożnej i zawody lekkoatletyczne[7]
- J.W. Isenhour Tennis Center – korty tenisowe[8]
- Dail Softball Stadium – stadion softballowy[9]
- Willis R. Casey Aquatic Center – hala sportowa z pływalnią o pojemności 1000 miejsc[10]